# المدرسة العليا للتجارة الإلكترونية بمنوبة
المدرسة العليا للتجارة الإلكترونية بمنوبة هي إحدى مؤسسات التعليم العالي التونسية وتتبع جامعة منوبة.تقع بالمركب الجامعي بمنوبة، وهي تكون الفنيين السامين في التجارة الإلكترونية.

شعار المدرسة العليا للتجرة الإلكترونية

## أرقام
طبقا لإحصائيات العام الدراسي 2007-2008 يبلغ عدد طلبتها 653 من بينهم 329 طالبة.

## وصلة خارجية
- موقع المدرسة العليا للتجرة الإلكترونية بمنوبة.